# Chuck Sipes
Charles „Chuck“ Harry Sipes (* 22. August 1932 in Sterling (Illinois), USA; † 24. Februar 1993 im Siskiyou County, Kalifornien) war vor allem wegen seiner Kraftleistungen ein bekannter Bodybuilder der 1960er Jahre.

## Leben
Nachdem Chuck Sipes wegen seiner schwächlichen Konstitution nicht zum Footballteam seiner Schule zugelassen worden war, begann er unter Anleitung seines Nachbarn Chuck Coker, eines renommierten Fitnesstrainers, mit Krafttraining. Trotz seines anstrengenden Jobs als Holzfäller trainierte er sechsmal die Woche, wobei er alle Körperpartien dreimal mit hohem Volumen und hohen Gewichten bearbeitete. Mit Ende 20 war er in die Weltspitze vorgedrungen und gewann 1960 den Titel des IFBB Mr. Universe. Auch wenn ihm ein Erfolg beim Mr. Olympia verwehrt blieb, war er die gesamten 1960er Jahre über aktiv und gewann u. a. 1968 die NABBA Weltmeisterschaft. 1970 beendete er seine Wettkampfkarriere.
Er galt als einer der stärksten Männer seiner Zeit. So drückte er bei 100 kg Körpergewicht über 270 kg auf der Bank. Darüber hinaus demonstrierte er regelmäßig klassische Kraftakte wie Verbiegen von Eisenstangen, Zerreißen von Telefonbüchern, Aufblasen und Platzenlassen von Wärmflaschen.
Sipes war auch sozial engagiert. Er widmete sich mit sehr großem Erfolg der Resozialisierung straffällig gewordener Jugendlicher, mit denen er vierwöchige Touren in die Wildnis unternahm. Seine Liebe zur Natur brachte er in späteren Jahren auch als Landschaftsmaler zum Ausdruck.
Nachlassende Gesundheit und Ärger mit den Sozialbehörden trübten seine Lebensfreude. Die immer schlimmer werdenden Depressionen veranlassten ihn schließlich zum Suizid. Er hinterließ seine Frau Mary, mit der er seit 1952 verheiratet war, und drei Töchter.